# D.B.クーパー事件
D.B.クーパー事件（ディー・ビー・クーパーじけん、英: D.B.Cooper）は、1971年11月24日水曜日の午後、オレゴン州ポートランドからワシントン州シアトルへ向かっていたボーイング727が太平洋岸北西部でハイジャックされた事件である。
ハイジャック犯は身元不明の男性で、「ダン・クーパー」 (英: Dan Cooper) という偽名で航空券を購入したが、ニュースメディアの誤報により、一般には「D.B.クーパー」という名前で有名になった。クーパーは身代金20万ドル (2023年時点の$1,500,000と同等) を強奪し、パラシュートで降下して機を脱出したが、その後の消息は分かっていない。広範囲を捜索し、連邦捜査局 (FBI) も長期間捜査したが、クーパーの身元は現在も不明である。クーパー事件は商業航空産業史上で唯一未解決のハイジャック事件である。
クーパーの遺体は発見されていないものの、証拠や専門家の見解により、クーパーは高所からの転落が原因で死亡したという説が当初から提唱されていたが、FBIは事件から45年もの間捜査を続けていた。捜査の過程で事件資料は60巻以上にも膨れ上がったものの、クーパーの身元に関する決定的な結論は得られていない。
捜査官や記者、アマチュアたちにより、長年の間に数多くの仮説が提唱されてきた。1980年2月、コロンビア川の沿岸で、ある少年が身代金の紙幣の一部を発見した。この発見により事件は新たな関心を惹き付けたが、結局謎が深まっただけであった。なお、身代金の大部分はいまだに回収されていない。
2016年7月、FBIは公式に捜査を停止したが、捜査官はパラシュートや身代金に関係する物的証拠の発見を今も待ち望んでいるという。

## ハイジャック
1971年11月24日は感謝祭前日だった。この日、1人の中年男性が黒いアタッシェケースを持ってポートランド国際空港にあるノースウエスト・オリエント航空のフライトカウンターに向かっていた。男は「ダン・クーパー」と名乗り、305便の片道の航空券を現金で購入した。305便は北にあるシアトル行きの飛行時間30分間の便だった。
クーパーはボーイング727-100 (連邦航空局機体記号N467US) に搭乗し、客室の後方にある18C席 (ある情報源では18E席、別の情報源では15D席) に座った。クーパーはたばこに火をつけ、バーボンのソーダ割りを頼んだ。同じ旅客機に乗った乗客たちによれば、クーパーの年齢は40代半ば、身長は178cmから183cmくらいという。クーパーは軽量の黒いレインコート、ローファー、黒いスーツ、きちんとアイロンがかけられた襟付きのワイシャツ、黒いクリップ式のネクタイ、真珠母でできたタイピンを身につけていた。

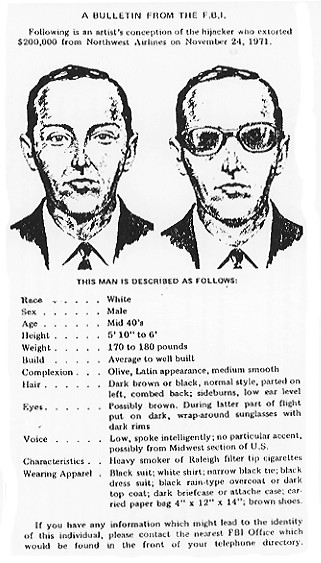
D.B.クーパーに対するFBIの指名手配ポスター

305便はワシントンD.C.からシアトルへ向かう空路で、ミネアポリス、グレートフォールズ、ミズーラ、スポケーン、ポートランドを経由していた。太平洋標準時午後2時50分、旅客機は予定通りポートランドを飛び立った。旅客機には定員の3分の1程度が搭乗していた。離陸してまもなく、クーパーは自分の最も近くにいた客室乗務員であるフローレンス・シャフナー (英: Florence Schaffner) にメモを渡した。シャフナーは機体尾部のエアステア (昇降用階段) のドアに取り付けられた補助席に座っていた。シャフナーは、メモは孤独なサラリーマンが自分の電話番号を綴ったものだろうと考え、メモを開かずにハンドバッグに入れた。クーパーはシャフナーの方に体を傾けると、次の言葉を囁いた。"Miss, you'd better look at that note. I have a bomb." (「君、そのメモを読むのが身のためだ。俺は爆弾を持っている。」)
メモはフェルトペンで丁寧に書かれており、全て大文字だった。メモはクーパーが返却を要求してきたため、実際にどう書いてあったかは不明である。しかし、シャフナーの記憶によれば、ブリーフケースの中に爆弾が入っているというようなことが書いてあったという。シャフナーがメモを読むと、クーパーはシャフナーに自分の隣に座るように言った。シャフナーはその言葉に従い、それから爆弾を見せるように冷静に頼んだ。クーパーはブリーフケースを開けて、中身を一目見るだけの時間を与えた。中には赤い円筒形の物体が8本入っていた。4本の上に別の4本が置かれている状態だった。物体には赤い絶縁材で覆われたワイヤーと、大きな円筒形の電池が付いていた。（しかしこれらの爆弾は偽物だったという説もある。）クーパーはブリーフケースを閉じると、自分の要求を伝えた。現金20万ドル ("negotiable American currency"、「交換可能なアメリカの通貨」で払うように指示した)、パラシュート4つ (2つはメイン、残りの2つは予備)、旅客機が到着したときに燃料を補給するための給油車をシアトルで待機させることである。シャフナーはクーパーの指示をコックピットにいる操縦士に伝えた。シャフナーが戻ってくると、クーパーは黒いサングラスを身につけていた。
操縦士のウィリアム・スコット (英: William Scott) はシアトル・タコマ国際空港の航空管制官に連絡をとり、管制官は地元警察とFBIに通報した。他の36名の乗客には、シアトルへの到着が機械の軽度のトラブルにより遅れているという偽の情報が与えられた。ノースウエスト・オリエント航空社長のドナルド・ニューロプ (英: Donald Nyrop) は身代金の支払いを承認し、全従業員にハイジャック犯の要求に十分に協力するように命じた。旅客機はピュージェット湾上空を約2時間旋回し、その間にシアトル警察とFBIがパラシュートと身代金を集め、救急隊員を動員した。
客室乗務員のティナ・マックロー (英: Tina Mucklow) によると、クーパーは地元の地理に詳しそうだったという。旅客機がタコマ上空を飛んでいたとき、クーパーは下はタコマのようだというような発言をした。クーパーはマッコード空軍基地はシアトル・タコマ空軍基地から (当時は) 車でほんの20分の距離であるとも発言したが、これも正しかった。シャフナーによると、クーパーは穏やかで、礼儀正しく、上品な言葉遣いで、当時一般的に認知されていたハイジャック犯のステレオタイプ (激高した冷酷な犯罪者、キューバへ向かおうとする反体制派) とは全く違っていたという。マックローは、クーパーは神経質ではなかったと述べた。感じの良い人物に見え、冷酷な態度をとったり不快な言動をしたりすることもなく、常に思慮深くて穏やかだったと語った。クーパーは2杯目のバーボンのソーダ割りを頼み、飲み物の代金を支払い、マックローに釣銭を与えようとした。シアトルに留まっていたときには乗員のための食事を要求した。
FBIの捜査官たちはシアトルにある数箇所の銀行から身代金を集めた。用意したものは無傷の20ドル紙幣1万枚で、そのほとんどが通し番号が"L"から始まるものだった。このことはこれらの紙幣がサンフランシスコ連邦準備銀行により発行されたものであることを示す。また、ほとんどがシリーズ1963Aやシリーズ1969からのものだった。紙幣は全てマイクロフィルムの記録が取られた。クーパーはマッコード空軍基地の人員が提供した軍の支給品のパラシュートは受け取らなかった。代わりに手動でリップコードを操作する民間用のパラシュートを要求した。シアトル警察は要求通りのパラシュートを地元のスカイダイビング・スクールから入手した。

### 乗客の解放
太平洋標準時午後5時24分、クーパーは自分の要求が叶えられたと知らされた。同午後5時39分、旅客機はシアトル・タコマ空港に着陸した。日没から1時間以上経過した頃、クーパーはスコット操縦士にタキシングを指示して照明が明るいエプロンの孤立した区画へ移動させ、警察の狙撃手を妨害しようと客室内の窓掛けを全て閉めさせた。ノースウエスト・オリエント航空のシアトル運用管理者アル・リー (英: Al Lee) は要求された物品を運んで航空機へ近づいた。リーは航空会社の制服ではなく普段着に着替えており、制服だと警官に見誤られるのを防ごうとした。機体尾部のエアステアから身代金を詰めたナップザックとパラシュートをマックローに渡し、クーパーは受け渡しが完了すると乗客全員とシャフナー、主任客室乗務員のアリス・ハンコック (英: Alice Hancock) に機外に出るように命じた。
機の燃料補給を待つ間、クーパーはコックピットにいる乗員に自身の飛行計画のあらましを説明した。南東へ進路を取って最高高度1万フィート (約3千m) に達したら、失速しないで済む最低速度つまり約100ノット (時速約190km) を維持したままメキシコシティの方向へ向かえという。クーパーはさらに、ランディング・ギアは離着陸時の位置に合わせること、フラップの角度を15度に下げること、客室の与圧はかけないでおけと詳細な指示も与えた。フラップとは主翼の後縁に備わる高揚力装置である。これを出すと、低速飛行時に翼で発生する揚力は大幅に増えるが、抗力の増加も招く。副操縦士のウィリアム・ラタクザック (英: William Rataczak) はクーパーに、指定の条件では航続距離は約1千マイル (約1600km) が限界で、2度目の燃料補給をしないとメキシコに辿り着けないと伝え、クーパーと乗員たちは協議して燃料補給地はネバダ州リノに合意した。機体後方の出口が開いてエアステアが展開されると、クーパーは操縦士に離陸を指示した。ノースウエスト・オリエント航空の本社は、機体尾部のエアステアを展開したままの離陸は危険だとして異議を唱えた。実際には安全であると反論したクーパーは、その場ではそれ以上言い募っていない。離陸後にエアステアを展開するつもりだったのである。
連邦航空局は航空機上のクーパーに面談を申し入れるが、受け容れられなかった。給油車の燃料を汲み取る機構でベーパーロック現象が発生し、補給作業は遅れたものの、給油が完了すると飛行機は離陸できる状態になった。

### 再度離陸へ

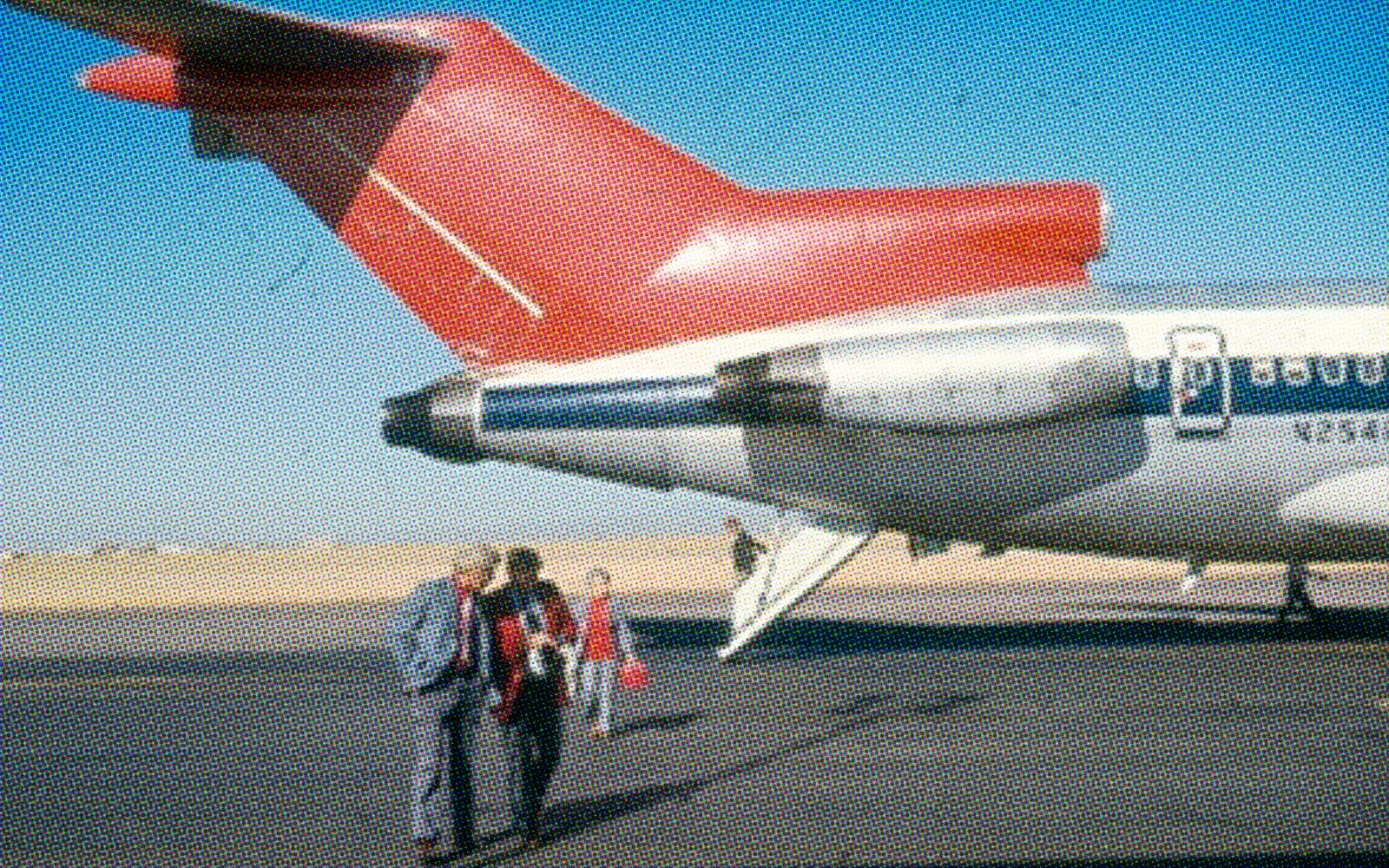
ボーイング727。機体後方のエアステアが開いた状態。

午後7時40分ごろ、ボーイング727はクーパー、スコット操縦士、マックロー客室乗務員、ラタクザック副操縦士、航空機関士のH・E・アンダーソン (英: H. E. Anderson) の5名だけを乗せて離陸した。2機のF-106がマッコード空軍基地から緊急発進し、クーパーの視界に入らないように1機は目標の旅客機の上方に、残りの1機は旅客機の下方を飛んで追跡した。空軍州兵の任務中に緊急行動に移り、追跡を始めていたT-33練習機は、燃料が少なくなりオレゴン州とカリフォルニア州の州境近くで後戻りした。ハイジャックされた旅客機を追跡していた航空機は全部で5機あり、クーパーが旅客機から飛び降りたところを見たとの報告は1機もしておらず、クーパーが着陸した地点を示すことはできなかった。
離陸後、クーパーはマックローに、コックピット内の人員と合流してドアを閉じ、コックピットから出てこないように告げた。マックローが同意すると、クーパーは自分の腰に何かを巻きつけ始めたという。午後8時ごろ、コックピットの警告灯が点灯、機体尾部のエアステアの起動を示した。機内の通話システムを介して乗員がクーパーに手を貸そうと申し出ると、そっけなく断られた。そのすぐ後に、乗員たちは気圧の変化を体感しており、機体尾部のドアが開いたと感知している。
午後8時13分ごろ、突然、機の尾部が上がり始め、機体を水平に立て直す操作を続ける事態になった。午後10時15分ごろ、スコットとラタクザックは飛行機をリノ空港に着陸させた。機体尾部のエアステアを展開されたままの機体を、FBIの捜査官や州警察、保安官代理、リノ警察は期待を取り巻いたまま、待機、クーパーが飛行機から脱出したのかどうか、断定するため武装した人員が捜索し、すぐにクーパーは機内にいないと確めた。

## 捜査
FBIは機内から未特定のかすれた指紋を66点回収した。クーパーが身につけていた黒いネクタイやネクタイ留め、パラシュート4個のうちの2個も発見した。残された2つのパラシュートのうちの1つは展開されており、キャノピーからシュラウドラインが2本切断されていた。当局はポートランドやシアトル、リノにいた目撃者や、クーパーと直接接触した全ての人々に対して尋問を行った。一連のクーパーの似顔絵が制作された。
地元警察とFBIはすぐに被疑者の尋問を開始した。800名以上が被疑者と考えられたが、20名ほどを除き捜査対象から除外された。軽犯罪の前科を持つD.B.クーパーという名前のオレゴン州在住の男がこの事件の最初の被疑者の1人だった。ハイジャック犯は実名や以前に行った犯罪で用いたのと同じ偽名を使った可能性を想定したポートランド警察は、この人物に接触したが、この人物はすぐに被疑者リストから外された。ところが地元の記者ジェームズ・ロング (英: James Long) は差し迫った締切に間に合わせようと焦り、この人物の名前とハイジャック犯の偽名を混同したまま入稿しまう。通信社の記者はこれを「誤植」と気づかず配信してしまい、情報を受けた数多くのメディアはその字面（じづら）に倣った。こうして「D・B・クーパー」という通称が人々の記憶に残る結果を招いた。

アニメーションでボーイング727後方のエアステアが飛行中に展開された状態を示す。クーパーがエアステアから飛び降りるところも描いた。エアステアの設備は重力の作用を受けて、機体が着陸するまで開きっぱなしだった。

捜索範囲を精密に決定するのは困難だった。飛行機の推定速度の若干の差異や、飛行経路の環境条件が場所や高度によって著しく変化していたせいで、クーパーの着地地点の推測結果はかなり幅広く揺れたからである。クーパーがパラシュートの展開に成功したとして、リップコードを引くまで自由落下を何秒くらい続けたかが焦点である。空軍戦闘機の操縦士たちは飛行機から何かが飛び出したとは、目視でもレーダーでも確認しておらず、パラシュートが開いた瞬間も見ていなかった。しかし夜間に視程が極めて限定され、空を覆う雲が眼下の地面からさす光を覆い隠していたから、全身に黒い服をまとった人物が空中にいても見つけにくい状態が想定された。現に、T-33の操縦士たちは一切、ボーイング727を視認していない。
再現実験ではスコット操縦士がハイジャックに使用された航空機を操縦し同じ位置座標で航行し、展開したエアステアからFBI捜査官が約90kgのソリを押し出したところ機体尾部が上昇し、乗員が事件当夜の午後8時13分に経験した状態が再現された。こうしてクーパーが飛行機から飛び降りた時刻は午後8時13分だった可能性は高いと結論づけた。その時刻であるなら、当該の機体はワシントン南東のルイス川上空、激しい雨風の中を通過していた。
最初の推定では、クーパーの着地点はセント・ヘレンズ山外延の南端地域と考えた。その場所はワシントン州アリエルから南東へ数kmの距離であり、ルイス川を堰き止めた人工湖のマーウィン湖に近い。捜査はワシントン州南西部、ルイス川の南北を挟むクラーク郡とカウリッツ郡に集中した。両郡のFBIや保安官代理は山地と原野の大部分を徒歩やヘリコプターで捜し、地元の農家も戸別に訪問して調べた。別の捜索隊は哨戒艇に乗ってマーウィン湖やそのすぐ東のエール湖の沿岸を探った。だがクーパーの痕跡も、機体を脱したときに所持したと思われる装備も発見されなかった。
航空機による捜索もFBIが統括した。シアトルからリノに至る全飛行経路を調べようと、オレゴン陸軍州兵の固定翼機やヘリコプターが投入され、航空路に沿って捜索を重ねた。折れたり千切れたこずえが多数見つかり、プラスチック片数点の他、パラシュートのキャノピーに似た物体を回収して調べても、クーパーに結びつく物証は発見されなかった。
1972年の春の雪解けからまもなく、FBIのチームはもう一度、クラーク郡とカウリッツ郡の徹底的な地上捜索を実施した。空軍、州兵、民間ボランティアに加えてルイス駐屯地の陸軍兵士約200名が協力して、3月に18日間、4月にさらに18日間を費やした。海洋の引き揚げ作業を業務とするエレクトロニック・エクスプロレーションズ・カンパニー (英: Electronic Explorations Company) は潜水艦を供用して深度約60mのマーウィン湖を捜索した。また、クラーク郡の廃墟で2名の地元住民の女性が白骨死体を発見した。この遺体は後に数週間前に誘拐されて殺害された10代の女性のものであると特定された。ほぼ間違いなくアメリカ史上最も広範囲で徹底的に行われた捜索作戦だったが、結局のところクーパーに関する重大な物的証拠は発見されなかった。

### 身代金の捜索
クーパー事件から1ヵ月後、FBIは身代金の紙幣の通し番号の一覧表を金融機関やカジノ、競馬場、その他大規模な金の取引が日常的に行われる事業所、さらには世界中の法的機関に配布した。ノースウエスト・オリエント航空は身代金を回収した場合、その15%、最大2万5千ドルの褒賞を提供すると申し出た。1972年前半、アメリカ合衆国司法長官のジョン・N・ミッチェルは一般の人に身代金の紙幣の通し番号を公表した。1972年、2人の男性がクーパー事件の身代金の通し番号が印刷された偽の20ドル紙幣を利用して、ニューズウィークの記者のカール・フレミング (英: Karl Fleming) から偽のクーパーとのインタビューと引き換えに3万ドルを騙し取ろうとする事件が発生した。
1973年前半、身代金は依然として行方不明であり、オレゴン・ジャーナルは身代金の紙幣の通し番号を再発布し、自社やFBIの事務所に身代金の紙幣を最初に届けた人に1千ドルを提供すると申し出た。シアトルでは、シアトル・ポスト・インテリジェンサーが同様に5千ドルの懸賞金の提供を申し出た。これらの懸賞金の申し出は1974年の感謝祭の日まで有効だった。似た通し番号の紙幣は送られてきたが、完全に一致するものは発見されなかった。ノースウエスト・オリエント航空の保険会社のグローバル・インデムニティ (英: Global Indemnity Co.) はミネソタ州最高裁判所の命令に従い、ノースウエスト・オリエント航空の身代金に対する支払請求に対して18万ドルを支払った。

### 後の展開
後の分析で、最初の着地地点の推定は正確ではなかったことが判明した。クーパーの飛行速度と高度の要求に応じるため、スコット操縦士は飛行機を手動で飛ばしていた。後にスコット操縦士は、飛行経路は最初の推定よりも著しく東の方にあったことを確認した。305便の4分後に飛んでいたコンチネンタル航空機の操縦士のトム・ボアン (英: Tom Bohan) を筆頭に、様々な情報源から新たなデータが得られた。これにより、着地地点に影響する風向の推定に誤りがあり、80度もずれていた可能性があると判明した。さらに他の補助的なデータも加えて、実際の着地地点はおそらく最初の推定よりも南南東の地域であると推定された。その場所はワシューガル川流域にある。

### 捜査の停止
2016年7月8日、FBIはクーパー事件の捜査を停止することを告知した。捜査の資源と人員をより重要で緊迫した優先すべき案件に集中させる必要があるとの理由だった。地元のFBIの事務所は今後も物的証拠 (特にパラシュートや身代金に関係あるもの) が発見されれば全て受理するという。捜査資料は45年間の捜査の過程で60巻にもなり、ワシントンD.C.のFBI本部で歴史的な理由により保管される。FBIのウェブサイトでは、現在、数年間にわたって集められた28点の証拠についての書類が掲載されており、一般の人でも閲覧が可能である。

## 物的証拠
公式のクーパーの身体的特徴の説明は一貫しており、信頼性が高いと考えられる。客室乗務員のシャフナーとマックローは最も長くクーパーと行動をともにしており、同夜に別々の都市で取り調べを受けた。2人の説明はほとんど同一で、身長は178cmか180cm、体重は77kgから82kgくらい、年齢は40代で、茶色の目の間は狭く、黒ずんだ肌が特徴だったと述べた。
1978年から2017年にわたり、クーパーに関する証拠の発見は以下を含む4点のみである。うち2点は確実に関係があり、残り2点は関連性があるという程度である。
- 1978年11月、ボーイング727型機のエアステア降下手順を印刷した下げ札は、マーウィン湖の北キャッスルロック（英語版）から約20km、木材の切り出し用林道の近くで鹿猟師が拾って届けた。的外れなようでも、この地域も305便飛行の基本航路内である[80]。

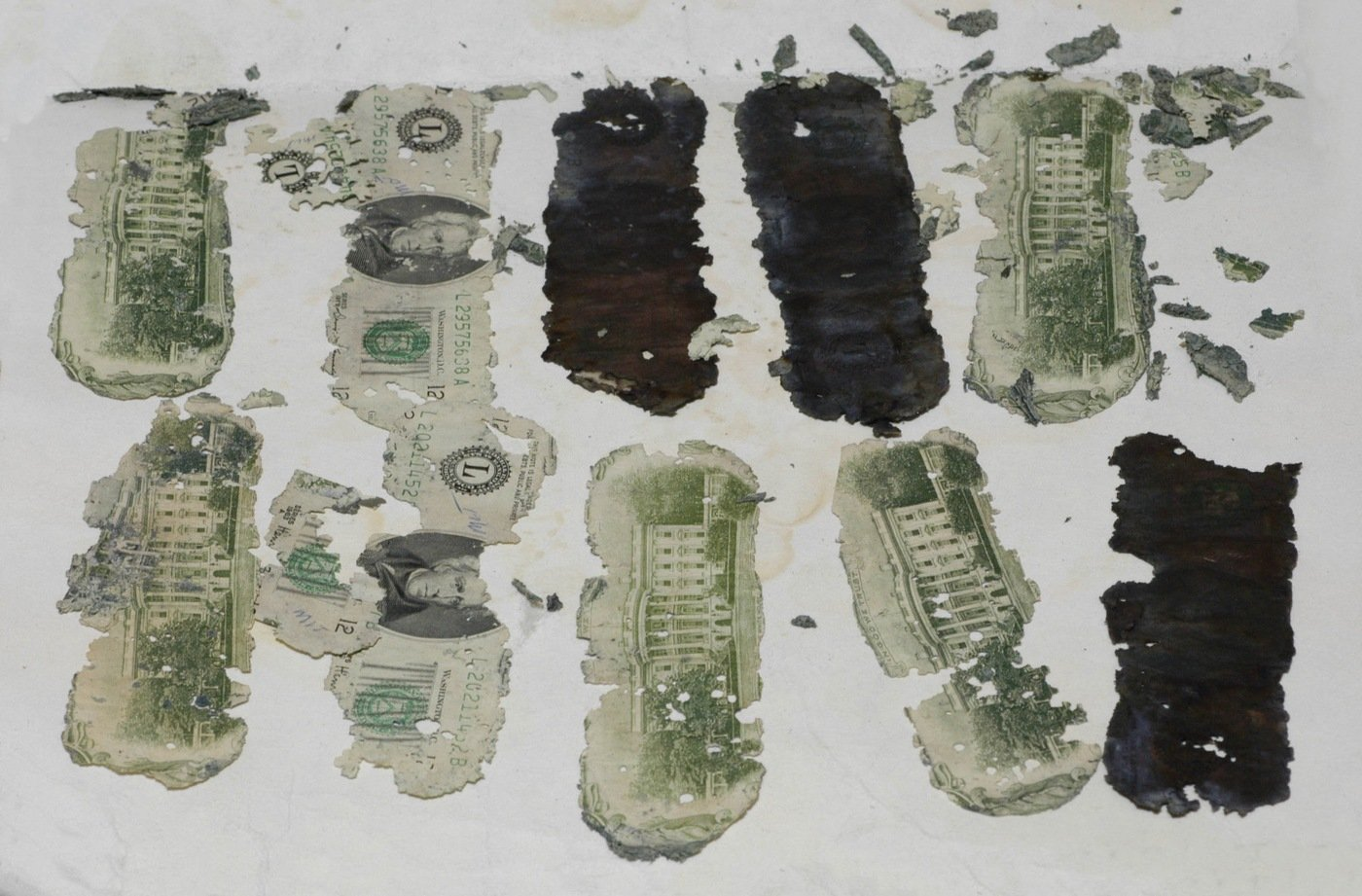
1980年に発見された紙幣の一部

- 1980年2月10日（日曜）、バンクーバーから川の下流およそ14km、アリエルの南西32kmのところに「ティナ・バー」と呼ばれる海岸地帯があり、8歳のブライアン・イングラム (英: Brian Ingram) は家族とともに、そのコロンビア川に面した地点で休暇を過ごしていた。イングラムがキャンプファイヤーの火炉を設けようと砂地の川岸を熊手でかいていると、クーパー事件の身代金の紙幣3束を掘り当てた。紙幣は著しく劣化していたが、紙幣を束ねる輪ゴムはしっかり残っていた[81]。FBIの技官はその紙幣が正真正銘の身代金の一部であると確認した。2束は20ドル紙幣100枚、1束は90枚で、全てクーパーに渡したときと同じ連番で重なっていた[82][83]。1986年、交渉を長く続けた末に、捜査陣に回収されていた証拠の紙幣は、少年とノースウエスト・オリエント航空の保険会社の両者で等分された。FBIはそのうちの14枚を証拠として保持した[71][84]。2008年、イングラムはその紙幣のうち15枚をオークションにかけ、約3万7千ドルで売却した[85]。

今日まで身代金紙幣の残る9710枚は所在が判明していない。これら紙幣の通し番号は一般の人が探せるように、インターネットに公開してある。コロンビア川で発見されたその紙幣の他には機外で見つかり事件に由来すると確認された物的証拠は、エアステアの使い方を説明する下げ札が唯一である。
- 2017年、ボランティアで調査していたある有志のグループは、太平洋岸北西部で数十年経過したらしいパラシュートの紐と見えるものを発見した[87]。その後、同年8月にはクーパーのバックパックの一部らしき発泡ゴムの破片が見つかった[88]。

### FBIの情報公開
2007年後半、FBIは2001年にクーパーのネクタイから検出した生体試料3点から、断片的なDNAプロファイルを取得したと発表した。しかし、後にFBIは、クーパーが試料の由来である証拠は存在しなかったと認めた。特別捜査官フレッド・ガット (英: Fred Gutt) によると、ネクタイには少量のDNA試料が2点、多量のDNA試料が1点存在したが、これらの試料から確実な証拠を引き出すのは難しいと語った。また、FBIは以前は非公開だった証拠の資料を人々に公開し始めた。それらの証拠には、クーパーが使用した1971年の航空券 (額面20ドル、現金で決済) も含まれる。また、以前は非公開だった似顔絵のスケッチやデータ表も公開し、クーパーの身元特定に繋がる情報の提供を人々に求めた。
FBIは、クーパーは渡されたパラシュートからメイン2個を取り、技術的に優れたプロスポーツ用パラシュートではなく古い方のパラシュートを選んだこと、予備のパラシュート2個からダミーの方を選んでおり、スカイダイビングの授業実演には使えてもリップコードが動作せず、実用できない点も公開した。ダミーのパラシュートには、経験豊富なスカイダイバーが覚えている明白な印がついていて、使用できないと気付いたはずだった。クーパーは予備のパラシュートの使用できる方を破壊していた。パラシュートのシュラウドを金の入った鞄を縛って閉じるために使用した可能性があり、マックローの証言によると、クーパーは体に鞄を固定するために使用していたという。FBIは、予備のパラシュートにダミーが混入していたのは、シアトルのスカイダイビング・スクールからパラシュートを急いで入手した際に誤って紛れ込んでしまったためであると強調した。
2009年3月、FBIは、シアトルにあるバーク自然史文化博物館の古生物学者のトム・ケイ (英: Tom Kaye) が調査団を結成していたことを公開した。団員にはサイエンティフィック・イラストレータのキャロル・アブラクジンスカス (英: Carol Abraczinskas)、金属工学者のアラン・ストーン (英: Alan Stone) が含まれる。後に「クーパー・リサーチ・チーム」(英: Cooper Research Team)として知られるようになる調査団は、GPSや衛星画像、その他1971年には使用できなかった技術を用いてクーパー事件の重要な要素を再調査した。埋まっていた身代金の紙幣やクーパーの着地地点については新しい情報はほとんど得られなかったが、電子顕微鏡を用いてクーパーのネクタイに付着していた数百の微小な粒子を発見し、分析にかけることができた。粒子の中からヒカゲノカズラ属のシダ植物の胞子 (調合薬に由来する可能性が高い) が特定され、ビスマスやアルミニウムの破片も特定された。
2011年11月、ケイは合金でない純粋なチタンの粒子もネクタイから発見されたと発表した。ケイによると、チタンは2010年代と比べると1970年代では非常に珍しいものであり、当時は金属成形の現場や工場、化学薬品会社にしかなかったという。化学薬品会社ではアルミニウムと組み合わせて極めて腐食性の高い物質の保管に使用していた。この発見から、クーパーは化学者か金属工学者であった可能性が示唆されている。もしかしたら金属や化学薬品を製造する工場の技術者や経営者 (当時、そのような施設でネクタイを身につけるのは技術者か経営者だけだった) だったかもしれない。そのような工場からスクラップされた金属を回収していた会社に勤めていた可能性もある。
2017年1月、ケイはネクタイから発見された粒子の中から希土類鉱物であるセリウムや硫化ストロンチウムも特定したと報告した。1970年代でそのような元素が利用された例は珍しく、その例の中にはボーイングの超音速旅客機開発計画があった。このことから、クーパーはボーイングの従業員であった可能性がある。それ以外のこの元素の由来の可能性として、ポートランドの企業のテレダインやテクトロニクスのような、ブラウン管を製造していた工場が挙げられる。

## 仮説と臆説

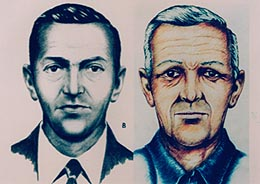
FBIによる加齢を考慮したクーパーのスケッチ

FBIは45年間にも及んだ捜査の際に時折、目撃者の証言や数少ない物的証拠から導出した作業仮説や暫定的な結論の一部を公開した。

### クーパーのプロファイル
クーパーはシアトルに詳しかったようで、空軍の退役軍人だった可能性があった。これは、飛行機がピュージェット湾を旋回中に、クーパーは機内からタコマ市の存在を認識していたという証言や、マッコード空軍基地がシアトル・タコマ国際空港から車で約20分の距離にあるとマックローに話したことに基づいている。マッコード空軍基地と空港との距離はほとんどの一般人は知らなかっただろう。また、クーパーの経済状況は絶望的な状態だった可能性が非常に高い。FBIの元主任捜査官のラルフ・ヒンメルスバッハ (英: Ralph Himmelsbach) によると、強要罪などの多額の金を強奪する犯罪はほぼ必ず大金が至急必要であることが動機であるという。そうでなければ、犯罪にそれほどの危険を冒す価値はない。もしくは、クーパーはそれが可能であることを証明したかったためだけに高所から飛び降りたスリル狂いだった可能性もある。
捜査官たちは、クーパーは自身の偽名を人気のある1970年代のベルギーの漫画シリーズからとったという仮説を立てた。その漫画にはダン・クーパーという名前の架空のヒーローが登場する。漫画のクーパーはカナダ空軍のテストパイロットで、数多くの冒険を繰り広げており、その中にはパラシュートで降下するシーンもあった (FBIのウェブサイトに転載されていた漫画の表紙の1つには、漫画のクーパーが落下傘兵の装備を全身に纏ってスカイダイビングしている様が描かれている)。この漫画は英語に翻訳されたことがなく、アメリカに輸出されたこともなかった。ハイジャック犯のクーパーはヨーロッパでの仕事の際にこの漫画を知ったのだろうと推測された。クーパー・リサーチ・チームは別の可能性を提案している。クーパーはカナダ人であり、カナダでこの漫画を見つけたというものである。フランス語を話す人口が比較的多いカナダではこの漫画が販売されていた。また、クーパー・リサーチ・チームは、クーパーは身代金を求めて"negotiable American currency"を要求したことに言及した。アメリカ人が自国の通貨について「アメリカの通貨」と表現するのは不自然であり、このような言い回しはアメリカ人ならば滅多に使用しない。目撃者によると、クーパーの英語に独特の訛りは見られなかったという。そのため、もしクーパーがアメリカ人ではなかったら、アメリカとほぼ同じアクセントの英語を話すカナダの出身である可能性が高いという。
証拠から、クーパーには技術や飛行機、周辺の地理の知識があったことが示唆されている。パラシュートを4つ要求したことから、1人以上の人数の人質をとって、一緒に飛び降りさせようとしていた可能性を推測させる。このことから、FBIはクーパーに意図的に役に立たないパラシュートを与えたわけではなかったことは間違いないだろうと推測されている。クーパーはボーイング727-100を選んだが、その理由はパラシュートでの脱出に理想的だったためである。機体尾部のエアステアの存在だけでなく、機体尾部に配置された3機のエンジンの位置が高かったことも都合が良かった。このおかげで、エンジンの排気との距離が近いにもかかわらず、飛行機から無理なく安全に飛び降りることができた。また、ボーイング727-100はシングルポイント給油が可能だった。当時の最新の技術革新により、単一の燃料ポートを通じて全ての燃料タンクに急速に燃料を補給できた。ボーイング727-100は、商業用ジェット旅客機には珍しく、失速せずに低速で低い高度を飛ぶ能力もあった。クーパーは、3名の操縦士により逆襲される可能性のあるコックピットに入ることなく飛行機の速度や高度を制御するための方法について理解していた。さらに、クーパーは、フラップの適切な設定が15度であること (この型の飛行機に独特のことである) や典型的な燃料補給時間のような、重要性の高い詳細な情報についてもよく知っていた。機体尾部のエアステアを飛行中に降下させることができることも知っていた。乗客を搭乗させての飛行の際にはそのようなことをする必要のある状況は存在しないため、民間機の乗員はそのような操作が可能なことは全く知らされていなかった。クーパーは、客席後方にある単一のスイッチを操作すると、エアステアを下ろす操作をコックピットから上書きできないことも知っていた。この飛行機に関する知識の一部は事実上、CIAの準軍事部隊にのみ知られていたもののようである。
クーパー・リサーチ・チームによると、クーパーがハイジャックしたタイミング、さらには選んだ服装さえもクーパーの周到な計画の一環だった可能性があるという。FBIは事件の起きた週末に行方をくらました人物を発見できなかったが、ケイは、クーパーは事件の後に通常の仕事に戻った可能性があるという説を唱えている。ケイは、着地地点の森を抜け、交通手段を調達し、家に戻るのに最良のタイミングは4日間の週末の前の日であり、森から出るのにヒッチハイクが必要となれば、私服よりもスーツ姿の方が都合が良かったと述べている。
FBIはクーパーはスカイダイビングについての技術や経験に乏しかったという結論を出した。2006年から解散される2016年までFBIの調査チームを率いていたラリー・カー (英: Larry Carr) 特別捜査官によると、FBIは当初はクーパーはスカイダイビングの経験が豊富であり、もしかしたら空挺兵かもしれないとさえ考えていたが、数年後にその考えは誤りであるという結論に至ったという。フラップが15度で、荷物が軽かったボーイング727はおそらく時速172kmで飛行していたと見られるが、スカイダイビングの経験が豊富な人ならば、雨が降る漆黒の闇夜の中を、顔に時速172kmの風が吹きつける状態で、ローファーやトレンチコートを着て飛び降りるという危険な行動はとらないという。また、クーパーは予備のパラシュートが訓練用で縫われて開かなくなっていることを見逃したが、スカイダイビングの経験の豊富な人ならば確認するという。クーパーはヘルメットを持ち込んだり要求したりすることがなく、与えられたメインのパラシュートから技術的に劣っているうえにより古い方のパラシュートを選んでいた。11月の高度約3千メートル、推定温度-9℃のワシントン州上空を、暴風による体温の低下に対する適切な防護策を用意せずに飛び降りてしまってもいる。
FBIは当初からクーパーは飛び降りた後に死亡したと推測していた。カーは、計画もなく、適切な装備もなく、悪天候の中で荒野に飛び降りたため、おそらくパラシュートを開くことすらなかっただろうと述べた。FBIは、クーパーがたとえ安全に着陸したとして、着地地点を前もって決めてそこに共犯者を配置しなければ、クーパーが初冬の山の中を生き延びることはほぼ不可能だろうと主張した。着地地点に共犯者がいたとしても、目標の着地地点に到るには正確なタイミングで飛び降りる必要があり、それにはさらに飛行機の乗員の協力も必要である。しかし、クーパーが特定の地点に正確に着地できるように乗員に援助を求めたり、乗員がクーパーを助けたりした証拠はなく、クーパーが雲でいっぱいの暴風の吹き荒れる暗闇の中に飛び降りたときに自身の居場所が明確に理解できた証拠もない。

### 回収された紙幣
1980年に身代金の紙幣が発見されると、新たな憶測を呼んだ。結局のところ、解明された謎よりも新たに生じた疑問の方が多かった。捜査官や専門家の初期の声明は、紙幣の束は数多くの支流の一つからコロンビア川へ自然に流れ着いたという推測に基づいていた。アメリカ陸軍工兵司令部所属の水文学者は、紙幣は円を描くようにばらばらに散らばっており、もつれあっていた状態に言及している。これは紙幣は意図的に埋められたのではなく、川の作用により堆積したと示唆している。もし、この結論が正しければクーパーはマーウィン湖やルイス川の支流の近くに着陸しなかったという説は傍証を得る。ルイス川とコロンビア川の合流点は、ティナ・バーよりも下流であり、着陸地点はワシューガル川の近くという推測 (#後の展開を参照) に信頼性を与えている。ワシューガル川がコロンビア川に合流する地点は、紙幣の発見場所よりも上流である。
しかし、紙幣は自然に流れて堆積したものであるという仮説には難点もある。紙幣の束の1つからなぜ紙幣10枚がなくなっていたか説明できない点や、紙幣3束が残りの紙幣の束から離れた1ヵ所にまとまっていたことにも、論理的な説明が存在しない点である。物的証拠は地理上の証拠とも一致しない。ヒンメルスバッハは、紙幣の束が自然に浮かんで岸に流れ着いたのならば、クーパー事件から数年以内にそうなったはずであり、その話とは別に、札束をまとめた輪ゴムはとっくに劣化して切れていたはずだと述べている。この点はクーパー・リサーチ・チームが実証した。地理上の証拠によれば、紙幣がティナ・バーへ流れ着いた時期は、陸軍工兵司令部が川の浚渫を行った1974年以降を示す。ポートランド州立大学の地理学者レナード・パーマー (英: Leonard Palmer) は、浚渫により川岸に堆積した粘土層の中から、砂や堆積物の層を別個に2つ発見した。また、紙幣を含む砂の層も見つけた。これらは、紙幣は浚渫が完了してから長い時間がたった後に流れ着いたと示唆するという。クーパー・リサーチ・チームは粘土層は自然に堆積したと示す証拠を引き合いに出して、パーマー説に異議を唱えた。もしもこの発見が本当ならば、輪ゴムの実証に基づくと紙幣が流れ着いたのはハイジャックから1年以内である。しかし紙幣の束がティナ・バーにどのように流れ着いたか、その束はどこから来たのか、これらの説明にはならない。
ヒンメルスバッハは、もし自分がクーパーを探しに行こうとしたならば、ワシューガル谷に向かったはずだと記している。後年、個人や団体がワシューガル谷とその周辺をたびたび私的に捜索してきた。今日まで、直接、ハイジャックに起因する証拠の発見は報告されていない。調査者の中には、1980年のセント・ヘレンズ山の噴火により、残っていた物的証拠は抹消された可能性があると推測している人もいる。
別の仮説も提唱された。一部の人は、紙幣は離れた場所で何者か (もしくは野生動物) が見つけて川岸に運び、そこに埋め直したと推測した。コーリッツ郡の保安官は、クーパーはエアステアで誤って札束をいくつか取り落とし、落ちた札束は飛行機から吹き飛ばされてコロンビア川に落ちたという説を唱えた。地元の新聞の編集者は、クーパーは金を使うことができないと悟り、自ら川に投棄したか、ティナ・バーに (さらには他の場所にも) 一部を埋めたと仮説を立てた。今日まで提案された仮説に、存在する全ての証拠を満足に説明できるものは存在しない。

## 出訴期限法
1976年、クーパー事件に対する出訴期限法による期限が差し迫るという議論が巻き起こった。出版物に掲載された法的な分析のほとんどでは、この件には重要性は認められないという見解で意見が一致した。出訴期限法の解釈は事件や裁判によって大きく変化するうえに、告訴者はクーパーの免責特権について、複数の妥当な技術的背景により喪失していると主張できた。11月、ポートランド大陪審は「John Doe, aka Dan Cooper」(直訳すると「ダン・クーパーとして知られるジョン・ドゥ（すなわち氏名不詳の人物）」) に対してハイジャックとホッブズ法の違反により犯人欠席のまま起訴決定の評決を下し、結局、この問題は重要性を失った。この評決により正式に訴訟が始まり、クーパーが将来いつ逮捕されようとも、審議を進められる状態を得た。

## 被疑者
1971年から2016年の間、FBIは千人を超える被疑者を扱ってきた。その中には売名屋と見なされる人物や、死に際に犯人であると告白した人物も含まれる。しかし、どの被疑者も犯人であると特定しようにもせいぜい状況証拠しか見つからず、クーパー事件と以下の被疑者を結び付けようにも、推測の域にとどまり根拠の薄い告発に終始した。

### ケネス・クリスチャンセン
2003年、ミネソタ州の住民ライル・クリスチャンセン (英: Lyle Christiansen) はテレビでクーパー事件のドキュメンタリー番組を見て、自分の死んだ兄弟のケネス・クリスチャンセン (英: Kenneth Christiansen) がクーパーであると気づいた。最初はFBIにケネスが真犯人であると信じてもらおうと繰り返し連絡を試みたが徒労に終わり、次に著述家で映画監督でもあるノーラ・エフロンにもかけ合った。クーパー事件の映画を制作したいと望んだエフロンでも、クリスチャンセンの話を信じなかった。ライルはその後、ニューヨークに住む探偵に接触し、2010年、刑事のスキップ・ポーティアス (英: Skipp Porteous) がクリスチャンセンを犯人と見なす書籍を著した。翌年、「ヒストリー」という局のシリーズ番組「Brad Meltzer's Decoded」のエピソードでも、クリスチャンセンとクーパー事件を結び付ける状況証拠をかいつまんで解説した。
1944年に陸軍に入隊したクリスチャンセンは、空挺兵の訓練を受け、1945年の戦線出動の時期は、すでに第二次世界大戦は終結していた。戦後、1940年代後半に占領軍の元で日本に駐在し、時折パラシュートの訓練を受けた。陸軍を退役すると、1954年、ノースウエスト・オリエント航空にポリネシア現地の整備士として入社した。やがて拠点をシアトルに移して客室乗務員、次いでパーサーを経験した。クーパー事件のとき、クリスチャンセンは45歳だったが、目撃者の証言した犯人像と比べると背が低く (173cm)、体重も軽く (68kg)、肌の色も白めだった。愛煙家だった点はクリスチャンセンもクーパーも同じで、酒飲みでバーボンが好きだった点はクーパーと共通する。左利きのクリスチャンセンに対して、証拠写真ではクーパーはネクタイ留めを左側から取り付けており、写真は当人が左利きだったと示唆している。客室乗務員のシャフナーは記者に対し、クリスチャンセンの写真は、これまで見せられた他の被疑者の写真よりも、記憶しているクーパーに最も似ていると述べた。それでもクリスチャンセンがクーパーであると断定はできなかった。なお、マックローはクーパーと最も接触した人物でありながら、報道機関の取材に一切、応じていない。
クリスチャンセンはクーパー事件から数ヵ月後に家を現金で購入したと言われている。1994年に癌で死の縁に陥いた際にライルに語り、貴君に知らせるべきなのに、伝えることができないと言った。ライルは自分にその話をするように迫ったことは一度もないと述べた。クリスチャンセンの死後、遺族たちは金貨や貴重な切手のコレクションを発見し、銀行口座には20万ドル以上の金が残されていた。ノースウエスト・オリエント航空に関するニュース記事の切り抜きのフォルダも見つかった。切り抜きはクリスチャンセンがノースウエスト・オリエント航空に雇われた1950年代頃から始まり、あの事件は同航空の社史において、他に比べるものもない最も重要な事件であったのにもかかわらず、切り抜きは事件の直前で終わっていた。クリスチャンセンは事件のあった1971年以降も長期間、ノースウエスト・オリエント航空で非常勤で働き続けたが、同社に関わる記事は一切、切り抜かなかったようだ。
インターネット上の団体の調査によると、クリスチャンセンがクーパー事件後に家を買ったのは現金で支払っていないと証明され、実際は住宅ローンを利用して17年かけて返済したらしい。また、同調査によると、クリスチャンセンは1990年代中頃に1エーカー1万7千ドル相当の土地を20エーカーほど売却しており、死後に口座に残された大金はそれに由来するという。
クリスチャンセン犯人説はポーティアスの著書や2011年のテレビのドキュメンタリー番組により知名度を得たが、FBIはクリスチャンセンは被疑者に当たらないという立場をとっている。FBIは、目撃者による外見の説明とあまり一致しないことや、クーパーのプロファイリングから推測されたスカイダイビングの腕前と比べると、クリスチャンセンはそれを上回る程度の専門技術を有し、犯人であると示す直接の証拠がないことを引き合いに出している。

### ジャック・コフェルト
ジャック・コフェルト (英: Jack Coffelt) は前科持ちの詐欺師であり、政府の情報提供者であると噂されていた。自身はエイブラハム・リンカーンの血筋を引くと確実に伝わる末裔で、曾孫のロバート・トッド・リンカーン・ベックウィズ (英: Robert Todd Lincoln Beckwith) の運転手を務め、親友でもあると主張していた。1972年、コフェルトは自分こそがクーパーであると主張し始め、かつて同じ刑務所にいたジェームズ・ブラウン (英: James Brown) という人物を仲介して、ハリウッドの映画制作会社に自身の話を売り込もうとした。その話ではコフェルトはアリエルから南東に約80km離れたフッド山の近くに着陸し、その過程で負傷して身代金を失ったという。1971年に50代半ばだったコフェルトだが、写真にはクーパーの似顔絵との類似性があった。コフェルトはクーパー事件の日にポートランドにいたと言われており、その頃に脚にけがを負っていた。飛行機から飛び降りたときに負った傷と考えることもできる。
FBIがコフェルトの話を調査したところ、一般の人々が知り得ない情報の細部に重大な誤りが見つかり、その話は捏造と結論した。1975年のコフェルト死亡後も、ブラウンは懲りずにコフェルトの話をずっと吹聴していた。CBSのニュース番組 60 Minutes を含む複数のメディアでコフェルトの話が考察され、真実ではないとされた。リンカーンの子孫を主題とする書籍（2008年発行）で、著者チャールズ・ラクマン (英: Charles Lachman) は36年前に信用に値しないと評されたコフェルトの話に再び着目した。

### リン・ドイル・クーパー
リン・ドイル・クーパー (英: Lynn Doyle Cooper、L.D.クーパー) は朝鮮戦争の兵役を経験した革職人で、2011年7月に姪のマーラ・クーパー (英: Marla Cooper) に被疑者として報道媒体に伝えられた。姪のマーラは8歳のとき、ポートランドの南東240kmのオレゴン州シスターズにある祖母の家でクーパーともう1人のおじの企てを耳にしたといい、高価なウォーキートーキーを使う悪事を相談していたというのだ。305便がハイジャックされたのは、その翌日である。おじたちは表向きには七面鳥狩りをしたことになっていたが、帰宅したL.D.のシャツは血塗れ（ちまみれ）で、自動車で事故を起こしたせいだと述べたという。後年、マーラの両親はハイジャック犯はいとこのL.D.だと考え始めたという。スカイダイバーでも空挺兵でもなかったものの、カナダの漫画のヒーローのダン・クーパー (#仮説を参照) に夢中だったL.D.の部屋には、漫画本が1冊、壁に画鋲でとめてあった。L.D.クーパーは1999年に死亡した。
2011年8月、ニューヨーク誌は、305便に搭乗していたロバート・グレゴリー (英: Robert Gregory) の目撃に基づくとして、別の似顔絵を掲載した。その搭乗客によれば、ハイジャック犯は角縁のサングラスを掛け、ラペルの大きなあずき色のスーツジャケットを着ており、という。記事では、L.D.クーパーは巻き毛でマルセルウェーブにも見えると言及している (後述の#ドゥエーン・ウェーバーも同様)。FBIはL.D.クーパー手作りのギターストラップから指紋は検出されなかったと声明した。1週間後、FBIは、L.D.クーパーのDNAはハイジャック犯のネクタイから発見された断片的なDNAプロファイルと一致しなかったと報告したが、ネクタイから発見された生体物質がハイジャック犯に由来する確証がないことは再度認めた。FBIはそれ以上の声明を公的には出していない。

### バーバラ・デートン
バーバラ・デートン (英: Barbara Dayton) は1926年生まれのワシントン大学の司書であり、飛行機操縦が趣味だった。出生名はロバート・デートン (英: Robert Dayton) だった。デートンはユナイテッド・ステーツ・マーチャント・マリーンで働き、それから第二次世界大戦中は陸軍に加わっていた。退役後、デートンは建設業界で爆薬を扱う仕事をした。定期航空便で仕事をしたいと思っていたが、商業パイロットの資格を得ることはできなかった。
デートンは1969年に性別適合手術を受けてバーバラという名前に改名した。2年後、デートンは自分がクーパー事件の犯人であると主張した。事件のときは男に変装しており、定期航空便のパイロットになることを認めなかった航空業界と連邦航空局に仕返しをすることが目的だったという。ポートランドの南にある郊外地域のオレゴン州ウッドバーンが着地地点であり、その近くの貯水槽の中に身代金を隠したという。その後、依然としてハイジャックで罪に問われる可能性があったと知ったことを表向きの理由として、自分の話を全て撤回した。FBIは公式にはデートンについての声明を全く行っていない。デートンは2002年に死亡した。

### ウィリアム・ゴセット
ウィリアム・ゴセット (英: William Gossett) は海兵隊、陸軍、陸軍航空軍の兵役を経験しており、朝鮮戦争やベトナム戦争での実戦経験もある。高等なパラシュート降下の訓練や原野でのサバイバルも経験している。1973年に軍を退役すると、予備役将校訓練課程の講師をしたり、ユタ州オグデンのウェーバー州立大学で軍法を教えたり、ソルトレイクシティで超常現象について語るラジオのトーク番組の司会を行ったりした。2003年に死亡した。
ゴセットはクーパー事件に魅了されていたことで広く知られていた。クーパー関連のニュース記事の膨大なコレクションを収集しており、妻の1人にクーパーの墓銘碑を書けるほどの知識があると語っていた。晩年には、3人の息子や、ユタ州の判事だった人物、ソルトレイクシティの公選弁護人の事務所に務める友人に、自分がクーパー事件の犯人であると語った。1971年ごろのゴセットの写真は、最も広く流布されたクーパーの似顔絵と非常に類似している。
数年間、ゴセットに関する情報を収集してきた法律家のガーレン・クック (英: Galen Cook) によると、ゴセットは一度、自分の息子たちにブリティッシュコロンビア州バンクーバーにある貸金庫の鍵を見せたという。ゴセットは貸金庫には長年行方不明だった身代金が収められていると主張したそうだ。ゴセットの息子の中で最年長のグレッグ (英: Greg) は、父はギャンブル狂いでいつも金欠だったが、クーパー事件の数週間後の1971年のクリスマス直前に大量の紙幣の束を見せつけたと語った。グレッグは、ゴセットはラスベガスでの賭博で金を使い果たしたと推測した。
1988年、ゴセットは名前を「ウルフギャング」(英: Wolfgang) に変え、ローマカトリック教会の司祭になった。クックたちは自分の身元を隠そうとしたのだろうと解釈した。他の状況証拠に、ハイジャックされた飛行機の乗客のウィリアム・ミッチェル (英: William Mitchell) から得たとクックが主張している証言があり、クーパーとゴセットに共通する身体的特徴に関するものであるらしいが、クックはその証言を秘密にしている。また、クックは、クーパー事件から数日以内に3つの新聞社に届けられた"D.B.クーパー"と署名されている4通の手紙とゴセットに繋がりがある可能性を見出したと主張している。しかし、ハイジャック犯が実際にそのような手紙を執筆したり郵送したりしたことを示す証拠は存在しない。
FBIの持つ証拠には、ゴセットが犯人であることを示す直接の証拠は存在しない。クーパー事件の際にゴセットが太平洋岸北西部にいたことを示す信頼できる証拠も有していない。カー特別捜査官は、ゴセットが他人に自分が犯人であると話したこと以外は、ゴセットにクーパー事件とのつながりは存在しないと述べた。

### ロバート・リチャード・レプシー
ロバート・リチャード・レプシー (英: Robert Richard Lepsy) はミシガン州グレーリング出身の33歳の食料雑貨店の店主であり、4人の子供の父親でもある。レプシーは1969年10月に失踪した。3日後にレプシーの自動車が地元の空港で発見され、外見の説明がレプシーと一致する男がメキシコへの飛行機に搭乗したのを目撃されたと言われている。当局はレプシーは自らの意思で姿をくらましたと結論付け、捜査を打ち切った。
クーパー事件から2年後、レプシーの家族が、レプシーの身体的特徴がクーパーの似顔絵と似ていると言及し、クーパーの衣服がレプシーの店の制服と非常に似ていると断言した。レプシーは法的には1976年に死亡した扱いになった。2011年にレプシーの娘の1人がDNA試料をFBIに提出したが、結果は不明である。2014年の書籍でレプシーはクーパー事件の被疑者であると取り上げられたが、FBIがレプシーについて公式で声明したという記録は存在しない。

### ジョン・リスト
ジョン・リスト (英: John List) は税理士であり、第二次世界大戦と朝鮮戦争の兵役を経験した。クーパー事件の15日前、ニュージャージー州ウェストフィールドで妻と3人の子供、85歳の母親を殺害し、母親の銀行口座から20万ドルを引き出して姿をくらました。リストの失踪のタイミングや、クーパーの特徴との複数の一致、大量殺人の逃亡犯に失うものはないという推測から、クーパー事件を追っていた捜査官たちはリストに注目した。1989年にリストが逮捕されると、リストは家族を殺害したことは認めたが、クーパー事件への関与は認めなかった。クーパー事件に関する記事やドキュメンタリーにはいまだにリストの名前が挙がるが、リストが犯人であることを示す確固たる証拠は存在せず、FBIももはやリストがクーパー事件の被疑者であるとは考えていない。リストは獄中で2008年に死亡した。

### テッド・メイフィールド
テオドール・E・メイフィールド (英: Theodore E. Mayfield、テッド・メイフィールド <英: Ted Mayfield>) は特殊部隊での軍務を経験した人物であり、パイロット、競技スカイダイビングの選手、スカイダイビングのインストラクターでもあった。スカイダイビング講習中に2人の生徒がパラシュートが開かずに死亡した事件により、過失致死で1994年に服役した。後に、さらに13件のスカイダイビング中の死亡事故への間接的な責任が認められた。これらの事故の原因は装備や訓練の欠陥だった。メイフィールドの犯罪歴の記録には武装強盗や盗難飛行機の運搬という前科も記されている。2010年、パイロットの免許を失ってから26年後に飛行機を操縦したことにより、3年間の保護観察処分の判決を受けた。FBIの捜査官のラルフ・ヒンメルスバッハによると、捜査の初期段階で、メイフィールドは度々被疑者として名前が挙がったという。ヒンメルバッハは以前に地元の空港で起きた喧嘩からメイフィールドのことを知っていた。メイフィールドは被疑者から除外されたが、その理由の1つは、305便がリノに着陸してから2時間もたたないうちに、メイフィールドがヒンメルスバッハに電話して、標準的なスカイダイビングの慣例や着地地点についてのアドバイスを志願したことである。
2006年、2人のアマチュア研究者のダニエル・ドヴォラク (英: Daniel Dvorak) とマシュー・マイヤース (英: Matthew Myers) は、メイフィールドが被疑者であるという説を再び持ち出し、メイフィールドが犯人であることを示す状況証拠を収集したと断言した。2人は、メイフィールドがヒンメルバッハに電話した理由はアドバイスの提供を申し出るためではなく、アリバイを作るためだったという仮説を立て、夜に原野へ飛び降りてから4時間もたたずにFBIに電話をかけるのは不可能であるというヒンメルスバッハの結論に異議を唱えた。メイフィールドは事件への関与を否定し、クーパー事件の最中にFBIが自分に5回電話をかけて、パラシュートや地元のスカイダイバー、スカイダイビングの技術について質問してきたと以前に断言したことを繰り返し述べた。ただし、ヒンメルバッハによると、FBIからメイフィールドに電話をかけたことは一切なかったという。さらに、メイフィールドは、ドヴォラクとマイヤースが自分たちの説に同調することを持ちかけ、一緒に大金を稼ごうと誘ってきたと告発した。ドヴォラクとマイヤースはメイフィールドと内通したという話は見え透いた嘘であると述べた。メイフィールドは2015年に死亡した。メイフィールドは早い段階で被疑者から除外されたというヒンメルスバッハの元の発言を除けば、FBIはメイフィールドについていかなる声明も出していない。

### リチャード・マッコイ

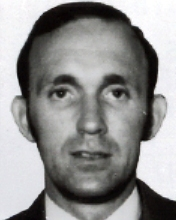
リチャード・マッコイ

マッコイは陸軍での兵役を経験した人物であり、最初は爆薬の専門家として、その後はグリーンベレーでヘリコプターの操縦士としてベトナムで2度の軍務を経験した。退役した後はユタ州兵の准士官になり、スカイダイビングを熱心に愛好した。自分にはユタ州警察官になる大望があったと述べている。
1972年4月7日、マッコイはクーパーを模倣した事件を起こした。その犯行はクーパー模倣事件の中で最も知名度が高い (#模倣犯を参照)。マッコイはコロラド州デンバーでユナイテッド航空855便 (ボーイング727型機で尾部にエアステア付き) に搭乗し、手榴弾と拳銃を見せ付けて脅迫し、4つのパラシュートと50万ドルを要求した。ただし後で判明したことには、手榴弾は形を似ただけのただの文鎮で、拳銃には弾丸が装填されていなかった。金とパラシュートがサンフランシスコ国際空港に届けられると、マッコイは再度、離陸するように命令し、ユタ州プロボ上空でパラシュートで降下した。機内に残された手掛かりは、ハイジャックの際に指示を記した手書きのメモと、読んでいた雑誌に付着した指紋である。後に筆跡の専門家が飛行機で見つかったメモの筆跡と軍務の記録にあったマッコイの筆跡を比較し、マッコイ当人がメモを書いたと断定した。4月9日にマッコイは逮捕され、身代金を所持していた。裁判では懲役45年という判決が下った。2年後、厳重警備のルイスバーグ連邦刑務所に収監中のマッコイは、数名の共犯者にごみ収集車を突っ込ませて刑務所正門を破り、脱獄した。3ヵ月後にバージニアビーチで追い詰められ、FBIの捜査官との銃撃戦の最中に死亡した。
1991年のD.B. Cooper: The Real McCoyという書籍で、著者であるパロール・オフィサーのバーニー・ローズ (英: Bernie Rhodes) とかつてFBIの捜査官だったラッセル・カラム (英: Russell Calame) は、マッコイがクーパーの正体であることを突き止めたと断言した。2人は2つのハイジャック事件の明白な類似性を引き合いに出し、さらに、マッコイの家族が飛行機に残されたネクタイと真珠母のネクタイ留めはマッコイのものであると主張したことや、マッコイ自身が自分がクーパーであることを認めることも否定することもしなかったことを根拠とした。カラムはマッコイを射殺した捜査官だった。
FBIはマッコイをクーパー事件の被疑者とは見なしていない。年齢や外見が大きく異なることや、マッコイがクーパーが持っていたと思しきスカイダイビングの技術を上回る水準の腕前を有していること、クーパー事件の日にマッコイはラスベガスにいて、翌日にユタ州の自宅で家族と一緒に感謝祭の晩餐を開いたことを証明する信頼できる証拠があることがその理由である。

### ロバート・ラックストロー

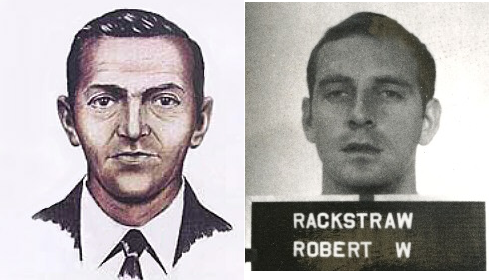
1971年のFBIによるクーパーのスケッチ (左) と1970年のロバート・ラックストローの陸軍の身分証明の写真との比較。当局の専門家は、2者の間で一致する箇所を9点発見した。

ロバート・ウェズリー・ラックストロー (英: Robert Wesley Rackstraw、1943年 - 2019年7月9日) は元パイロットであり、犯罪の前科がある。ベトナム戦争では陸軍のヘリコプターの乗組員や他の部隊で服務した。1978年2月に、ラックストローが爆薬の所持と小切手詐欺の嫌疑を受けてイランで逮捕され、アメリカに移送された事件が起こり、クーパー事件を追っていた捜査官の注目を集めた。数ヵ月後、保釈中だったとき、ラックストローは偽のメーデーの通報をして、管制官にモントレー湾上空でレンタルした飛行機からパラシュートを使って脱出すると告げて、自分の死を偽装しようとした。後に、警察はパイロットの免許証を捏造した容疑でカリフォルニア州フラートンでラックストローを逮捕した。ラックストローが不時着水させたと主張していた飛行機は、塗装を変えた状態で近くの格納庫で発見された。クーパー事件の捜査官は、ラックストローは1971年時点で28歳と若かったものの、クーパーの似顔絵と身体的特徴が似ており、軍でパラシュートの訓練を受けていたことと、犯罪の前科があることについて言及した。しかし、クーパー事件との関与を示す直接的な証拠が発見できず、1979年に被疑者から除外された。
2016年、ヒストリーチャンネルの番組や書籍でラックストローが再び容疑者として名前が挙がった。2016年9月8日、The Last Master Outlawの著者のトーマス・J・コルバート (英: Thomas J. Colbert) と弁護士のマーク・ザイド (英: Mark Zaid) が、情報公開法を根拠としてFBIにクーパー事件の捜査資料を公開するように請求する訴訟を起こした。訴訟では、FBIがクーパー事件の捜査を停止したのは、ラックストローを告訴するのに十分な証拠を集めることに失敗したことで決まりの悪い思いをしないように済むために、ラックストローがクーパーであるという仮説を覆すことを目的としていたと主張されていた。2018年1月、小規模の未解決事件ドキュメンタリー集団が、1971年12月に書かれた手紙を入手したと報告した。調査団はトーマス・コルバートとドンナ・コルバート (英: Dawna Colbert) が統率していた。調査団は、手紙に書かれた暗号を解読し、ラックストローが陸軍に在籍していたときに所属していた3つの部隊と一致したと報告した。FBIはアマチュアの調査団が自分たちが解決できなかった事件を解き明かしたことを認めることになるから自分たちの発見を承認しようとしなかったとも述べた。
305便の客室乗務員の1人は、1970年代のラックストローの写真と記憶の中のクーパーの外見とは類似するようには思えないと述べたと言われている。ラックストローの代理人は、ラックストロー犯人説の再浮上を、今まで耳にした事例で最も愚かだと評した。ラックストロー自身もこの説に対して、People.comで否定的な見解を述べている。FBIは新たな声明を拒絶した。ラックストローは2017年に電話インタビューに応じて、コルバートの2016年の主張により職を失ったとも述べた。コルバートに接近されたとき、ラックストローは自分がD・B・クーパーだと言って回ることがあったと述べたが、それは単に人目を引くために吹聴していただけだったと説明した。
2018年6月の記事で、民間の調査者がFBIの資料にあった以前は一般に知られていなかった手紙を解読したと主張したという話が掲載された。調査者は、手紙には隠された犯人の告白が書かれていたと主張している。
ラックストローは2019年7月9日に心臓病が原因で死亡した。

### ウォルター・R・レカ
ウォルター・R・レカ (英: Walter R. Reca、1933年 - 2014年、出生名はウォルター・R・ピカ「英: Walter R. Peca」) はミシガン州の住人で、入隊経験があり、ミシガン・パラシュート・チームの最初期のメンバーだった。2018年5月17日の記者会見で、レカの友人のカール・ラウリン (英: Carl Laurin) がレカを被疑者とする説を唱えた。ラウリンはかつては商業航空会社のパイロットであり、自身もパラシュートの熟練者である。2008年、レカは電話を通じてラウリンに自身がクーパーであることを告白した。2018年7月、プリンシピア・メディアはこの件の調査についてのドキュメンタリーを4部にわたって放映した。
レカは公証人によって署名された手紙を通じて、自身の死後にこの話を他者に話す許可をラウリンに与えていた。レカは2014年に80歳で死亡した。レカとラウリンは2008年後半に6週間にわたってクーパー事件について電話で会話しており、レカはそれを録音することも許可した。3時間以上におよぶ会話の中では、レカは以前まで一般には知られていなかったクーパー事件の詳細について新しい情報を出した。レカは姪のリサ・ストーリー (英: Lisa Story) にも自身がクーパーであることを告白した。ラウリンは数年間トレーニングの時間を使ってクーパーがパラシュートで降下した場所を突き止めようとし、クーパーはワシントン州クレエラム付近に着陸したと結論付けた。
証言によると、クレエラムの住人のジェフ・オシアダッツ (英: Jeff Osiadacz) は1971年11月24日の夜にクレエラム付近でダンプカーを走らせていたという。その際、悪天候の中で道路のわきを歩く男を見かけた。オシアダッツは、その人物は車が故障し、助力を求めて歩いているのだろうと推測した。しかし、ダンプカーには男を乗せるだけの空きがなかった。オシアダッツはそのまま目的地であるクレエラムのすぐ外れにあるティーナウェイ・ジャンクション・カフェ (英: Teanaway Junction Café) へ向かった。オシアダッツがコーヒーを頼んだ後、件の男もカフェに入ってきた。さながら溺れたネズミのような見た目だったという。男はオシアダッツの隣に座り、自分の友人をここへ案内したいため、その友人に電話をかけてほしいと頼んだ。オシアダッツは了承し、その男の友人に電話で話しかけ、カフェの場所を教えた。それからまもなく、オシアダッツはバンドの演奏をするためグランジェ・ホールへ向かうためにカフェを出ようとした。男はコーヒーの代金を払うことを申し出て、2人は友好的に別れた。
ラウリンが目撃者の捜索を始めたのは、レカが着陸地点への道すがらに見た地形を説明してからのことだった。レカの説明によると、道中で2つの橋といくらかのはっきりとした光を見たという。カフェの外観と内装についても説明し、オシアダッツと会ったことも話した。レカはオシアダッツの詳細を説明し、西部風の服装をしていて、ギターケースを持っていたことを話した。レカはオシアダッツを「カウボーイ」と呼んだ。
ラウリンは地図からレカの説明した独特の地形の目印を発見し、電話をかけて「ダンプカーを運転していたカウボーイ」について尋ねた。ラウリンがオシアダッツと連絡をとると、オシアダッツはその夜に男と出会ったことを思い出し、男の服装や外見について説明した。オシアダッツはラウリンが送ったレカの写真を見た後、その男性がレカであることを確認した。ラウリンはレカがクーパー事件の犯人の告白を録音したテープに加え、レカが記した告白文と、レカがハイジャックの間に黒いズボンの下に着ていたと主張する長い下着も所有している。
2016年、ラウリンはプリンシピア・メディアの経営者にこの情報を伝え、経営者は科学調査専門家のジョー・ケーニグ (英: Joe Koenig) に相談した。ケーニグはラウリンが持ってきた全ての文書を鑑定した。文書にはパスポートやIDカード、写真、新聞の切り抜きが含まれる。ケーニグは改竄の証拠はなく、全ての文書は本物でその時代のものであると評価した。ラウリンの調査と入手可能なFBIの記録と比較すると、レカが被疑者でないと見なせる矛盾は見つからなかった。ケーニグはオシアダッツの1971年11月24日の夜の出来事についての証言がレカがその5年前に話したことと一致することが特に重要であるとも考えた。ケーニグは2018年5月17日に開かれたプリンシピア・メディアの記者会見で、ウォルター・R・レカがクーパーの正体と考えていると公言した。2019年1月8日、ケーニグはGetting the Truthと題したクーパーについての書籍を出版した。

### ウィリアム・J・スミス
2018年11月、『オレゴニアン』誌はニュージャージー州ブルームフィールドの住民だったウィリアム・J・スミス (英: William J. Smith、1928年 - 2018年)について、被疑者の可能性があると誌面で報じた。この記事の根拠は、研究者がアメリカ軍のデータを解析した成果とされた。研究者当人は2018年半ばに自身の発見をFBIに通報している。スミスは第二次世界大戦時の海軍で兵役を務め、クーパー事件当時は43歳だった。入隊は高校卒業後で、空を飛びたいと言って飛行士に志願している。退役後はリーハイ・バレー鉄道で働き、1970年のペン・セントラル鉄道倒産という、アメリカ経済史上に残る倒産のあおりを受けて失職した。記事は仮説を立て、スミスは会社が解体されたために企業年金を失い、企業と交通産業に恨みを募らせたとしている。また年金を受け取れなくなったために突然、金が必要な状況に追い込まれたとも推測される。スミスの母校の高校の卒業生年鑑には、第二次世界大戦で死亡した同窓の一覧に〔アイラ・ダニエル・クーパー〕(英: Ira Daniel Cooper) という人物を掲載していた。これが「ダン・クーパー」という偽名の由来だった可能性はある。研究者は、スミスは海軍従軍時代に操縦士を志願して航空機やパラシュートの知識を得たこと、鉄道会社勤務の経験から鉄道軌道がどこに敷かれているか知っていたことから、旅客機から飛び降りて着陸後、逃亡の経路は軌道をたどって電車に乗れば良いというヒントを得たはずだと述べた。同じ研究者の指摘では、自身の調査の発端はマックス・ガンサー (英: Max Gunther) の著作『D.B. Cooper: What Really Happened』 (1985年) とウィリアム・J・スミスとが結び付いたからとも述べている。
オレゴニアン誌の記事は、ネクタイに付着していたアルミニウムの螺旋状の小片などの粒子は、機関車整備施設に由来する可能性があるとも記している。さらにもしスミスがクーパーだったとすると、スミスが知っていたシアトル地域の情報は、実は鉄道に勤務した時期からの親友ダン・クレア (英: Dan Clair) から聞き知ったのみで、クレアは第二次世界大戦中にルイス駐屯地に配属された経験があるとも伝えている。スミスとクレアはオーク・アイランド・ヤード（ニュージャージー州ニュアーク）の同僚で、スミスはコンレールの助役の職を退職した。さらにリーハイ・バレー鉄道の写真を掲載したウェブサイトにあるスミスの写真は、クーパーの似顔絵と著しく似ているとも書かれている。FBIはメディアからスミスに関する情報を要求されると、特定の被疑者に関するコメントは不適切であると述べたのみである。

### ドゥエーン・ウェーバー
ドゥエーン・L・ウェーバー (英: Duane L. Weber) は第二次世界大戦に陸軍で兵役を務めた人物であり、1945年から1968年の間に強盗や文書偽造で少なくとも6箇所の刑務所で服役していた。ウェーバーを被疑者と告発したのはその妻であったが、その第一の理由はウェーバー自身が死に際に犯行を告白したからだという。ウェーバーは1995年、死没の3日前に、妻に自分の名前はダン・クーパーであると伝えた。妻はその名前を聞いても意味が分からなかったというが、数ヵ月後、友人からその人名の意味を教わった妻は地元の図書館へ行くと、ダン・クーパーについて書いたマックス・ガンサーの著作があった。ウェーバーの妻はその余白に夫の筆跡で書かれたメモを発見した。
そのとき妻は記憶をたどり、夫 (ウェーバー) は一度、悪夢を見たと話したこと、航空機から飛び降りたが機体尾部のエアステアに指紋を残してしまったという内容を思い出した。また、夫には膝に古い傷があり、妻には航空機から飛び降りたときに負った傷だと語ったとも伝わっている。クーパーが好んだバーボンをウェーバーも飲み、二人ともタバコを立て続けに吸っていた。状況証拠はそれ以外にも、夫 (ウェーバー) は1979年にシアトルとコロンビア川に旅行したことが挙げられる。そのときウェーバーはティナ・バーの川岸に沿って散歩をしているが、その4ヵ月後にブライアン・イングラムが同じ地域で、身代金の紙幣を発見するという事態があった。
FBIは没後3年目の1998年7月、ウェーバーを被疑者リストから除外した。ウェーバーの指紋は、ハイジャックされた旅客機で採取した指紋と1点も一致せず、ウェーバーが犯人であると示す直接証拠は発見できなかったためである。後の調査で、ウェーバーのDNAはクーパーのネクタイから回収された試料と一致しないことも明らかにされた。ただしFBIは後日、ネクタイから検出した生体試料がクーパー自身に由来するかどうは不確定であると認めた。

## 模倣犯
クーパーは私益のためにハイジャックを行った最初の人物ではない。例えば1971年11月初旬、カナダ人のポール・ジョセフ・チーニ (英: Paul Joseph Cini) はモンタナ州上空でエア・カナダのDC-8機をハイジャックした。しかし、持参してきたパラシュートを装着しようとして散弾銃を下ろしたすきを突かれ、乗員に制圧された。クーパーは少なくともパラシュートで降下するところまでハイジャックを成功させたため、にわかに模倣犯が現れた。そのような事件のほとんどは1972年に発生しており、著名な例を次に挙げる。
- ガレット・ブロック・トラップネル（英語版） (英: Garrett Brock Trapnell) は1月にロサンゼルスからニューヨークへ向かうトランス・ワールド航空機を飛行中にハイジャックした。トラップネルは現金30万6800ドルとアンジェラ・デイヴィスの釈放、ニクソン大統領との謁見を要求した。旅客機はジョン・F・ケネディ国際空港に着陸し、トラップネルはFBIの捜査官に銃で撃たれて負傷し、逮捕された[216]。

- リチャード・チャールズ・ラポイント (英: Richard Charles LaPoint) は陸軍で兵役を経験した人物であり、当時は「ニューイングランドのビーチバム」[217]つまり「ニューイングランドの海辺で働きもせず遊び呆ける人」であった。ラポイントは1月20日にラスベガスのマッカランでヒューズ・エア・ウエスト800便のDC-9機に搭乗した。旅客機が誘導路に進んだときに爆弾と称するものを見せ付けて脅迫し、5万ドルとパラシュート2個、ヘルメットを要求した[218]。乗客51名と客室乗務員2名を解放すると、デンバーへ向けて東に旅客機を飛ばすように命じた[219]。その後、コロラド州北東部の森のない平原上空でパラシュートで降下した。実はそのパラシュートに探知機が付けてあり、当局はパラシュートの軌跡をたどり、雪や泥についた足跡を追跡して数時間後にはラポイントを逮捕した[220][221][222]。

- リチャード・マッコイ・ジュニアはかつては陸軍の特殊部隊の隊員だった[223]。マッコイは4月にサンフランシスコへ向けてデンバーを飛び立ったユナイテッド航空のボーイング727-100をハイジャックし、50万ドルの身代金を携えてユタ州上空でパラシュートを使って降下した。安全に着地したが、2日後に逮捕された[224]。

- フレデリック・ハーネマン（英語版） (英: Frederick Hahneman) は5月にペンシルベニア州アレンタウンで拳銃を手にイースタン航空のボーイング727をハイジャックした。要求額は30万3千ドル、出生地のホンジュラスへパラシュートで降下し逃亡した。1ヵ月後、FBIの追跡と懸賞金2万5千ドルが功を奏して、ハーネマンはアメリカ大使館（テグシガルパ）に自首した[225][226]。

- ロブ・ドリン・ヘディ (英: Robb Dolin Heady) はベトナム戦争で兵役を務めた空挺兵であり、6月初旬にリノでユナイテッド航空のボーイング727型機を襲撃し、20万ドルとパラシュートを2個要求した。リノから南へ約40km地点のワショー湖（英語版）の近くで夜の闇へと身をひるがえした。警察は湖の近くに駐車してあるヘディの車 (バンパーにアメリカパラシュート協会のステッカー付き) を発見し、翌朝、車へ戻ってきたところでヘディを逮捕した[227][228]。

- マーティン・マクナリー (英: Martin McNally) はガソリンスタンドの案内係の職を失っていた。6月下旬にセントルイスからタルサへ向かう途中のアメリカン航空のボーイング727に短機関銃を持ちこんでハイジャックし、東に方向転換してインディアナ州へ向かわせ、50万ドルの身代金を受け取るとパラシュートで降下した[229]。マクナリーは機体を離れたときに身代金を失ったが、インディアナ州ペルー（英語版）の近くに無事に着陸、数日後にデトロイト近郊で逮捕された[230]。

1972年に発生したクーパー事件に似たハイジャック事件は全部で15件あり、すべて失敗に終わった。手荷物検査は1973年に全国で行い始め (#空港の安全性を参照)、ハイジャック事件の発生率は全体に劇的に減少した。クーパー事件を模倣したハイジャック事件は、1980年7月11日を最後に顕著な例は存在しない。その日、グレン・K・トリップ (英: Glenn K. Tripp) がノースウエスト航空608便をシアトル・タコマ空港でハイジャックし、60万ドル (ある文献では10万ドル)とパラシュート2個、自身の上司を殺すよう要求した。しかし、客室乗務員がとっさの機転をきかせて、アルコール飲料に密かにバリウムを混ぜてトリップに与えた。10時間もの膠着状態の間に、トリップは要求をチーズバーガー3個と逃走しても追っ手はすぐに追尾しないことに変更し、その後に逮捕された。ところが1983年1月21日、まだ保護観察中のトリップは再び同じノースウエスト航空機を狙い、今度は飛行中にハイジャックしてアフガニスタンへ向かうよう要求した。旅客機はポートランドに着陸し、トリップはFBIの捜査官に銃殺された。

## 事件の余波

### 空港の安全性
クーパー事件が商業航空に安全性をもたらす幕開けとなった。前年にスカイ・マーシャル・プログラムが開始されたにも関わらず、1972年にアメリカで飛行中の旅客機で31件もハイジャック事件が発生していた。そのうちの19件は金の強奪が目的で、それ以外の事件のほとんどはキューバへ向かえと要求した。金の強奪を目的とした事件のうちの15件はパラシュートも要求された。1973年前半、連邦航空局は、航空会社に乗客全員とその鞄を検査することを要求した。このような手荷物の検査が検査と押収を規制する憲法修正第4条に反していると複数の訴訟が起こされたが、連邦裁判所は、このような検査が全国的に行われ、かつそれが武器や爆薬の探知を目的とした検査に限られるときに許可されると決定した。1972年に31件もハイジャックがあったのに対し、1973年は2件しか起こらなかった。どちらも精神障害者による犯行で、そのうちの1人であるサミュエル・ビック (英: Samuel Byck) は旅客機をホワイトハウスに突っ込ませてニクソン大統領を殺害しようと企てた。

### 飛行機の改修

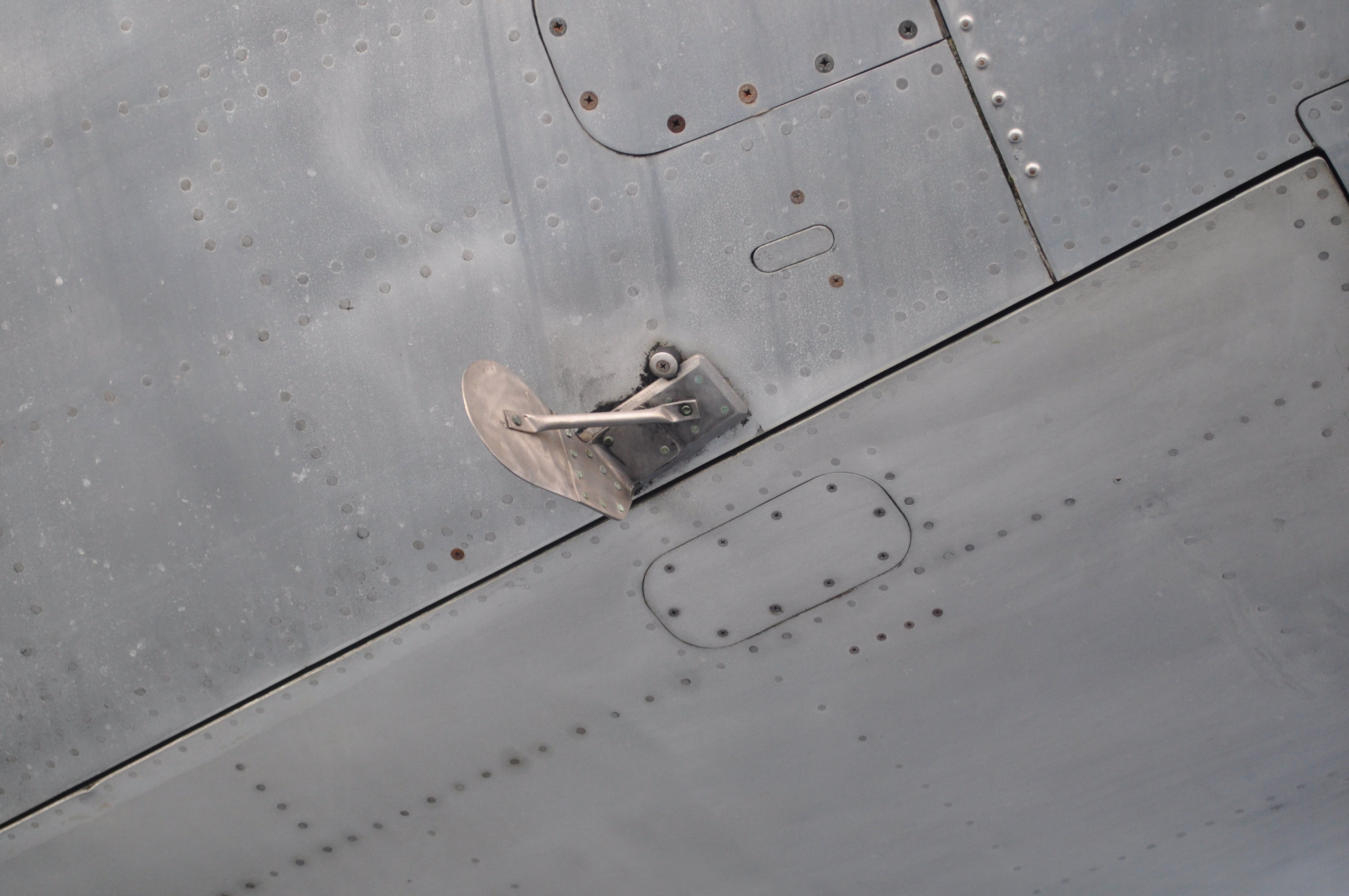
降下抑止装置クーパー・ベーン。解除されている。

1972年に模倣犯の犯行が相次ぐと、連邦航空局はボーイング727全機に飛行中、尾部のエアステアを降下させない装置取り付けを義務付けた。この装置は後に「クーパー・ベーン」(英: Cooper vane) と呼ばれた。また、クーパー事件を直接の理由として、全ての旅客機はコックピットのドアに覗き穴を導入した。これにより、ドアを開けることなくコックピット内の乗員が客室にいる人の様子を見ることができるようになった。

### ハイジャックされた飛行機のその後
ハイジャックされたボーイング727-100は1978年にノースウエスト航空からピードモント航空に売却された。同機は新たにN838Nとして登録を受け、国内便で運行を続けた。1984年にチャーター会社のキー航空（現在は廃業）へ売却され、新たな登録番号N29KAを得ると空軍による民間のチャーター機団に加わり、機密のF-117開発計画に際してネリス空軍基地とトノパ・テスト・レンジを結び人員輸送の折り返し運航に当たった。同機は1996年、メンフィスの廃棄場でスクラップにされた。

### アール・コッシー
クーパーに渡されたパラシュート4個は、元々はスカイダイビング・スクールの経営者アール・コッシー (英: Earl Cossey) の私物だった。2013年4月下旬、コッシーはシアトル郊外にあるウッディンビルの自宅で遺体で発見された。頭部の鈍的外傷による他殺と結論が出たまま、犯人は不明である。一部の評者はクーパー事件との関係があるかもしれないと主張した。しかし当局はそのような関係性を想定する理由はないと応じた。ウッディンビル警察は後に、犯行の動機は強盗の可能性が非常に高いと発表した。

## 文化への影響
ヒンメルスバッハがクーパーを "rotten sleazy crook" (直訳すると「腐った薄汚いペテン師」) と呼んだことは有名だが、クーパーの大胆で危険を冒す犯行はカルト的な支持者を生み出し、歌や映画、文学の題材となった。太平洋岸北西地区にある料理店やボーリング場は定期的にクーパーをテーマに宣伝活動を行い、観光客向けのみやげを売り、エアリアル・ジェネラル・ストア・アンド・タヴァーン (英: Ariel General Store and Tavern、直訳すると「アリエル雑貨店・居酒屋」) では1974年から毎年11月に「クーパーの日」のお祝いが開かれた。ただし、経営者のドナ・エリオット (英: Dona Elliott) が亡くなった2015年は行っていない。
クーパーはテレビシリーズの『プリズン・ブレイク』や『THE BLACKLIST/ブラックリスト』、『NewsRadio』、『レバレッジ 〜詐欺師たちの流儀』、『ジャーニーマン 時空を越えた赤い糸』、『反逆のヒーローレネゲイド』、『NUMBERS 天才数学者の事件ファイル』、『30 ROCK/サーティー・ロック』、『Drunk History』、『ロキ』、1981年の映画の『ハイジャック・コネクション／クーパーの大仕事』、2004年の映画『Without a Paddle』、テレビシリーズ『4400 未知からの生還者』を元とした書籍The Vesuvius Prophecyの筋書きにも登場している。
プリズン・ブレイク
ドラマ『プリズン・ブレイク』第1期の登場人物チャールズ・ウェストモアランドが、実はクーパーであると他の囚人から噂される描写がある。チャールズは犯行後、着地の際に足を負傷して、現金を土に埋めた後、自動車で人をはねて逮捕収監されている。
NUMBERS
ドラマ『NUMBERS 天才数学者の事件ファイル』の第6期、第10話には裁断して処分する古紙幣の輸送を狙った連邦準備銀行強盗団を制圧した際、クーパーが盗んだとされる通し番号の紙幣が混入していた話がある。クーパーは2人組の複数犯だったが主犯格は仲間に殺され、残った1人も多発性骨髄腫で余命4ヵ月の身であり、ほとんどの金は主犯格がベトナム戦で村民を虐殺したヌバク村の復興に費やしたという設定である。
ハイジャック・コネクション／クーパーの大仕事
1981年の映画『ハイジャック・コネクション／クーパーの大仕事』(原題：The Pursuit of D. B. Cooper) では、冒頭でクーパー事件を元にしたハイジャック事件が描かれる。物語のほとんどは保険調査員 (クーパーの軍隊時代の元上官) がクーパーを追跡するフィクションである。
ロキ (テレビドラマ)
2021年Disney+配信のドラマ。マーベル・シネマティック・ユニバースの一つ『ロキ』第1話では、クーパーの正体が実はロキであったと描写する。旅客機から飛び降りたロキの足取りが掴めなかったのは、その直後にビフレストを使い、地球から離れてアスガルドに転移した為という設定。